# Staré Město (Karviná)
Staré Město (k. ú. Staré Město u Karviné; německy Altstadt, polsky Stare Miasto) je předměstská část města Karviné. Jedná se o bývalou samostatnou obec středověkého původu a jednu z nejdéle obydlených částí Karviné.

## Historie
Osada při pravém břehu řeky Olše, na obchodní stezce z Uher do Slezska a Pobaltí, zde stála již v průběhu 13. století. Podle pozdějších pověstí měla být vybavena i kostelem se zvonicí a dřevěným hradem.
Na zdejším hradě majitel ukrýval manželku jistého krále z daleka. Ten, když se dověděl, kde jeho žena přebývá, vyrazil s početným vojskem hrad dobýt. Po jeho vypálení zabil hradního pána s celou jeho družinou a jejich těla pak dal zakopat do země v místě, kde je dnes stará škola.

Roku 1290 se Měšek I. Těšínský ujal samostatné vlády v Těšínském knížectví a pro časté povodně řeky Olše dal záhy podnět vybudování nového sídelního centra, města Fryštátu, o několik kilometrů východněji. Původní obec se proto roku 1447 připomíná pod názvem Starý Fryštát a později Staré Město.
Na přelomu 15. a 16. století zde vznikly rybníky těšínského knížete Kazimíra II., které roku 1525 dále rozšířil regent knížectví Jan IV. z Pernštejna. Dnes je rybniční soustava v místní části Olšiny (rybníky Lipový, Dubový a Olšový) významnou ptačí rezervací s výskytem starých listnatých dřevin.
Ze Starého Města pocházel sedlák Ondra Foltýn, který v roce 1776 vyvolal selské nepokoje, pod jejichž tlakem byly zrušeny starší robotní patenty. Poblíž novějšího karvinského hlavního nádraží stála část jeho stodoly z 18. století, která byla zapsána do seznamu kulturních památek. Tato byla po roce 2010 ze seznamu vyňata a zbourána kvůli obnovení záměru těžit pod obcí uhlí.
Hospodářský dvůr Olšiny, vybudovaný v 18. století irským hrabětem Taafem, majitelem Fryštátu s okolními obcemi včetně Starého Města, dodnes slouží svému účelu, je v soukromých rukou a po rekonstrukci je v něm provozován hotel, jízdárna a výletní restaurace. Další majitelé panství, Larisch-Mönnichové, měli ve Starém Městě jednu ze svých několika honiteb, na nichž se příslušníci nejvyšší aristokracie včetně Habsburků a německého císaře Viléma II. účastnili parfósních honů.

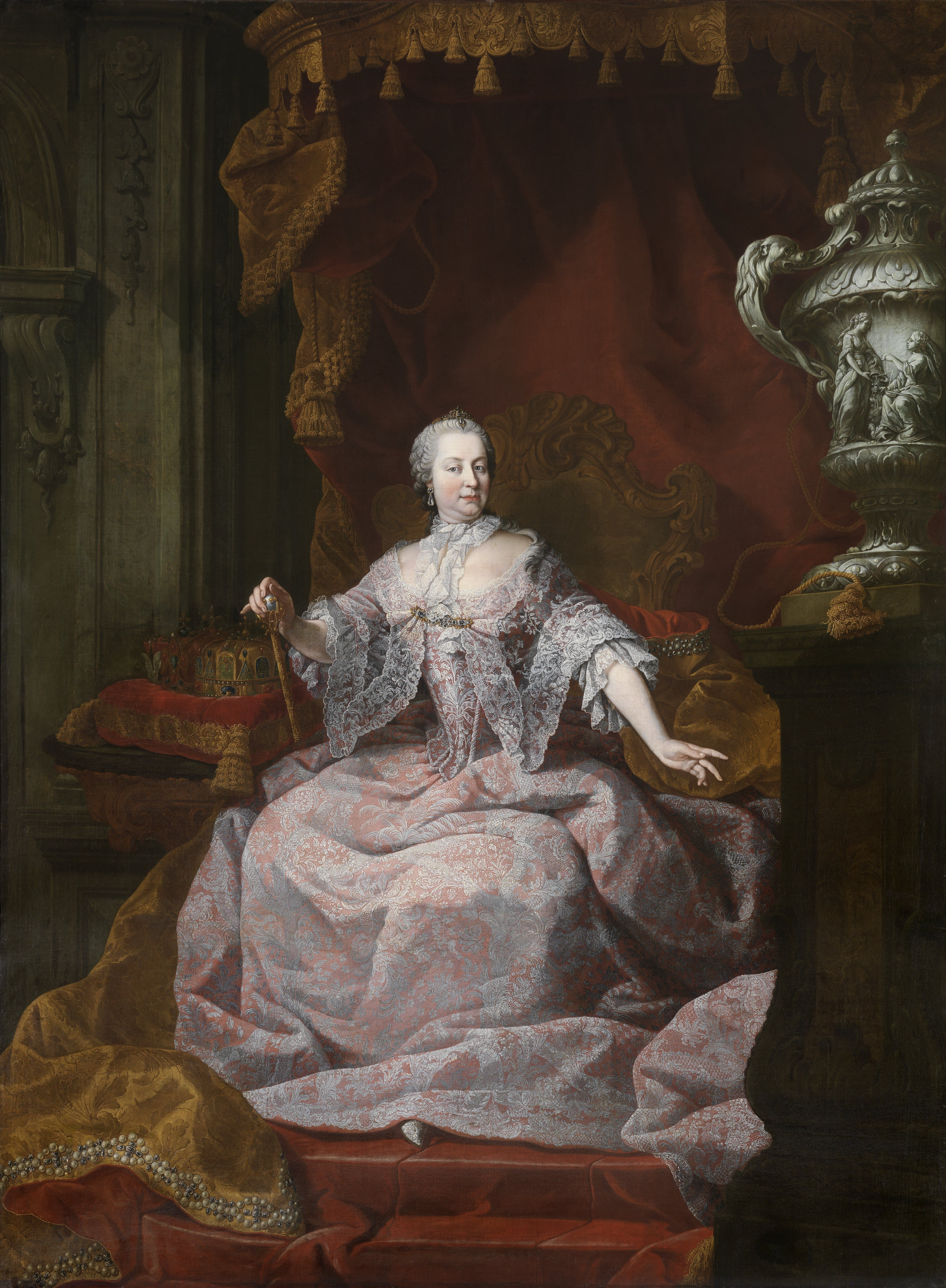
Na základě selského povstání vedeného Ondrou Foltýnem, zrušila císařovna Marie Terezie robotní patent pro sedláky

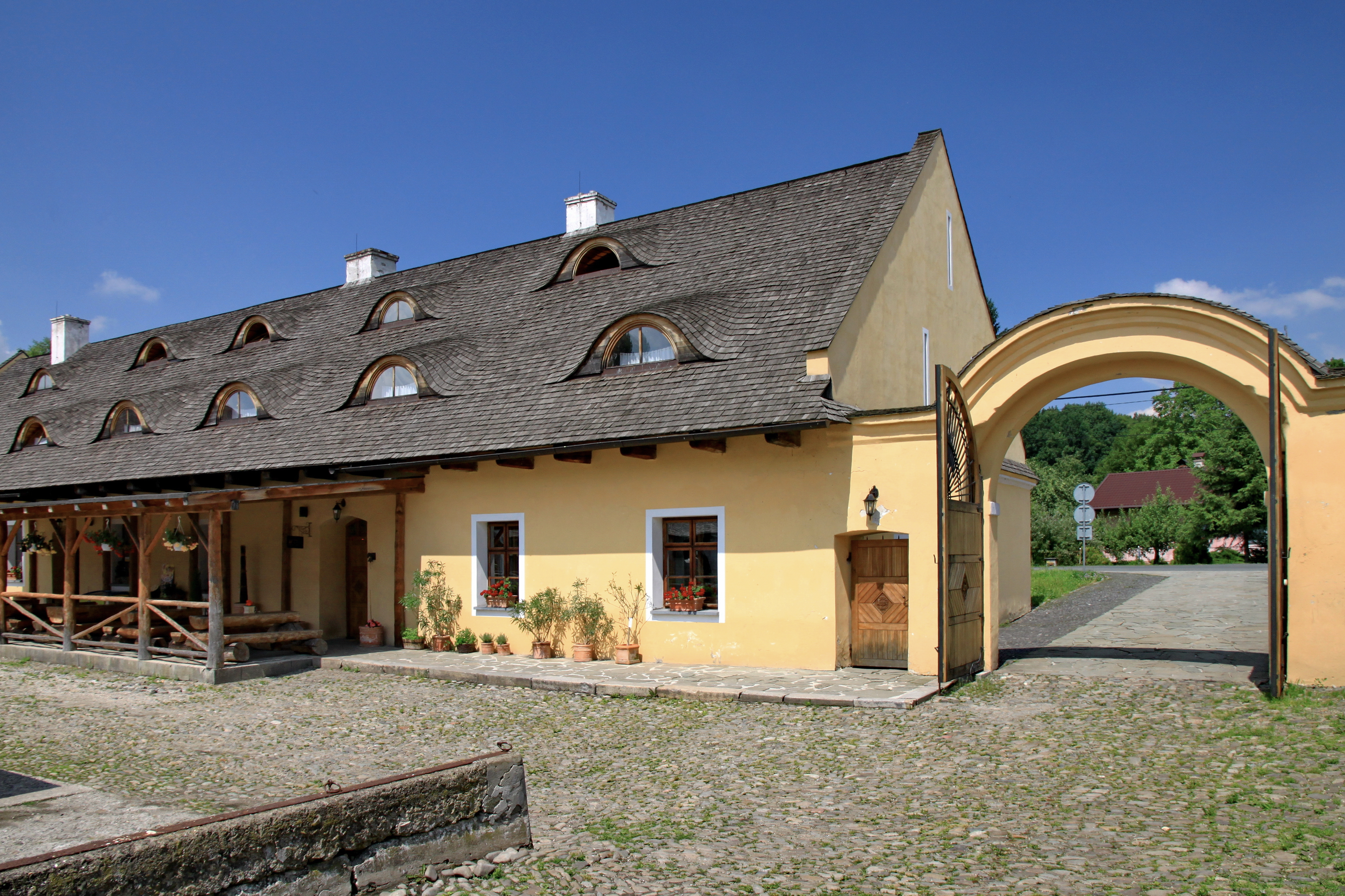
Dvůr fryštátského hraběte Rudolfa Taafa z druhé poloviny 18. století je kulturní památkou

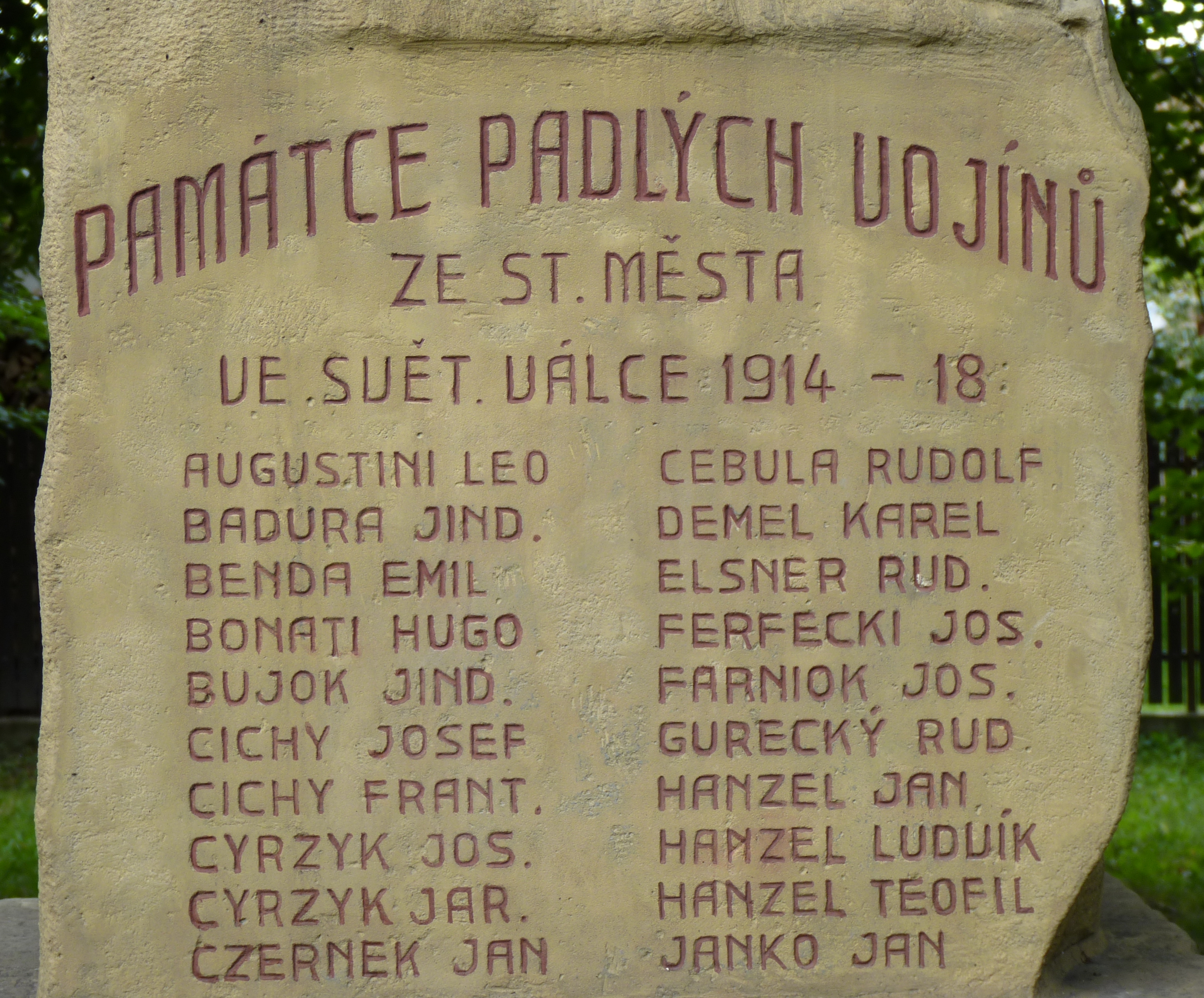
Památník padlých vojínů v I. světové válce

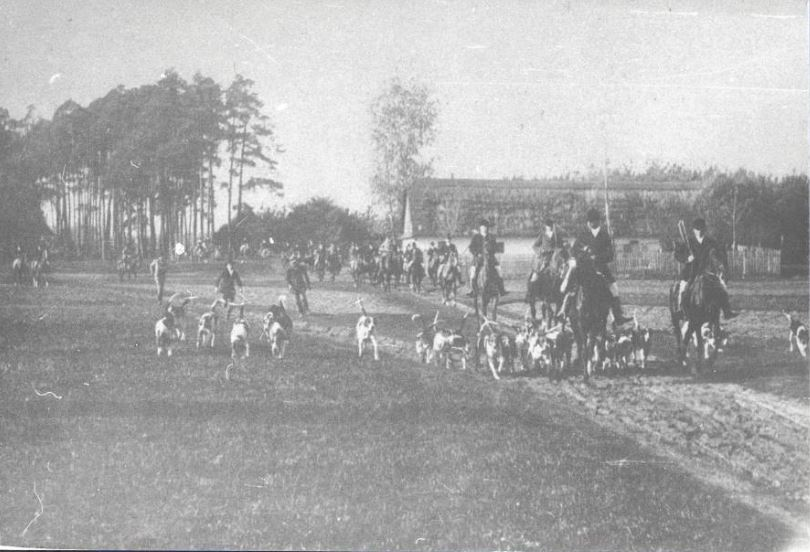
Fryštátští Larisch-Mönnichové na své honitbě ve Starém Městě

Až do konce 40. let 20. století bylo Staré Město samostatnou obcí, roku 1949 byla ale tato obec přičleněna k rozrůstající se Karviné. Počátkem 60. let 20. století byla na katastru vybudována přeložka železniční tratě s novým vlakovým nádražím, které osadu oddělilo od města. Na přelomu 80. a 90. let 20. století se zde pak měl zakládat nový uhelný důl, část Starého Města byla proto vybourána. Po sametové revoluci však z těchto plánů sešlo a na místě po roce 2000 vznikla průmyslová zóna Nové Pole. Sídlí zde řada firem, zejména Shimano, Sejong, Gates, Mölnlycke Health a další, zaměstnávající přes 1 500 lidí. V roce 2011 byly ale znovu oživeny záměry zahájit pod touto lokalitou těžbu, a to v horizontu pěti až šesti let.